# Giorgio Bellini
Giorgio Bellini (* 1945 in Bellinzona; † 30. November 2024 in Lugano) war ein Schweizer Politaktivist. Er wurde in den 1980er-Jahren durch den Verdacht der Zusammenarbeit mit dem Terroristen Carlos und die Stürmung der SRF-Tagesschau-Hauptausgabe durch seine Unterstützer landesweit bekannt.
2021 gestand Bellini über 40 Anschläge, die von einer Gruppe zwischen 1974 und 1984 verübt wurden, darunter ein Anschlag auf den Informationspavillon des geplanten Kernkraftwerks Kaiseraugst. 

## Leben
Bellini wuchs in Bellinzona auf und absolvierte eine Mechanikerlehre. Früh begeisterte er sich für den Kommunismus und organisierte unter anderem einen Streik in einer Schuhfabrik in Stabio. 1970 zog er nach Zürich, wo er sich autonomen Kreisen anschloss und von Gelegenheitsarbeiten und einer kleinen Buchhandlung lebte.
Bellini verstarb am 30. November 2024 im Alter von 79 Jahren in Gandria (Lugano), wo er seit Jahren den Dorfladen führte und mit seiner Partnerin, der Filmemacherin Francesca Solari, eine kleine Bar betrieb.

## Anschläge auf Kernkraftwerke
Am 18. Februar 1979, kurz nach der Ablehnung der Atomschutzinitiative, zerstörte Bellini eigenen Angaben zufolge zusammen mit anderen Aktivisten mit einem Sprengstoffanschlag den Informationspavillon des geplanten Kernkraftwerks Kaiseraugst. Zwischen 1974 und 1984 beging er ebenfalls eigenen Angaben zufolge mit Komplizen der Gruppierung «Do it yourself» über 40 weitere Anschläge u. a. auf die Kernkraftwerke Leibstadt und Gösgen, bei denen Sachschaden im Umfang von mehreren Millionen Franken entstand, sowie einen Raubüberfall. Bellini sagte vor seinem Tod, der Anschlag in Kaiseraugst sei weniger wegen der ökologischen Fragestellungen erfolgt, sondern er habe als Marxist gegen Machtkonzentration gekämpft.
Die Taten blieben unaufgeklärt. 2021, lange nach der Verjährung der Taten, bekannte Bellini sich gegenüber der «Neuen Zürcher Zeitung» zu ihnen.

## Terrorismusverdacht
Die Schweizer Behörden ermittelten gegen Bellini jedoch wegen des Verdachts der Zusammenarbeit mit dem Terroristen Carlos. Das Verfahren von Bundesanwältin Carla del Ponte gegen Bellini wurde aber 2000 mangels Beweisen eingestellt und Bellini erhielt eine Genugtuungszahlung vom Bund. Bellini bestritt auch 2021 weiterhin, mit Carlos kooperiert zu haben; er habe aber «aus beruflicher Neugier» als Journalist Kontakt zu ihm gehabt.
Bekannt wurde Bellini durch eine Aktion seiner Unterstützer, als er sich, der Zusammenarbeit mit Carlos verdächtigt, in Auslieferungshaft in Deutschland befand. Am 3. Mai 1981 infiltrierten fünf Personen das Zürcher SRF-Fernsehstudio, lenkten das Personal ab und stellten sich mit dem Plakat «Freedom and sunshine for Giorgio Bellini» neben den Tagesschau-Sprecher Léon Huber. Allen gelang unerkannt die Flucht.

## Wissenschaftliche Arbeiten
Als Autodidakt veröffentlichte Bellini verschiedene Arbeiten. Für die Universität Bern brachte er das Inventar der historischen Strassen der Schweiz (IVS) heraus. Er veröffentlichte später ein Buch über die Gotthardstrasse und unternahm zwei Forschungsprojekte über die Strassen im Tessin zur Zeit der Helvetischen Republik sowie über den Bau der Tessiner Kantonsstrassen ab dem 19. Jahrhundert.

## Schriften
- La strada cantonale del San Gottardo. JAM edizioni, Prosito (Lodrino) 1999, ISBN 8885232035.
- Le strade in Ticino all'inizio dell'Ottocento. JAM edizioni, Prosito (Lodrino) 2004, ISBN 8887278539.
- Le strade del Canton Ticino. Le vie di comunicazione dall'Ottocento al secondo dopoguerra. Fontana Edizioni, 2016, ISBN 978-88-8191-425-8.